# 特罗卡德罗站
特罗卡德罗站（法語：Trocadéro）是巴黎地鐵的一個車站，服務巴黎地鐵6號線和巴黎地鐵9號線，位於巴黎16區。特罗卡德罗站這一名稱是來自於特罗卡德罗广场。特罗卡德罗站開業於1900年10月2日，曾是巴黎地鐵1號線支線的車站。

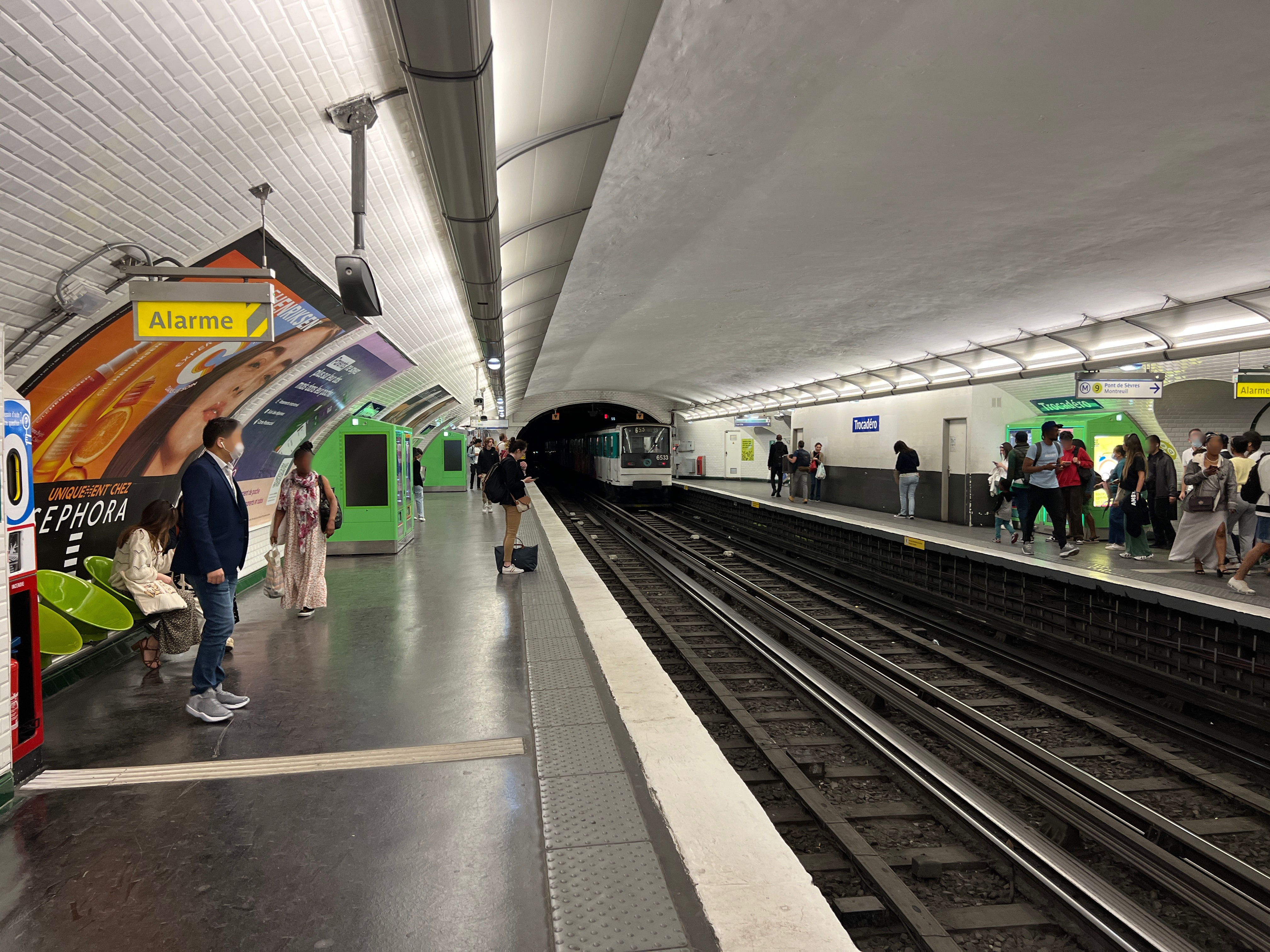
6號線月台 (2022年7月)

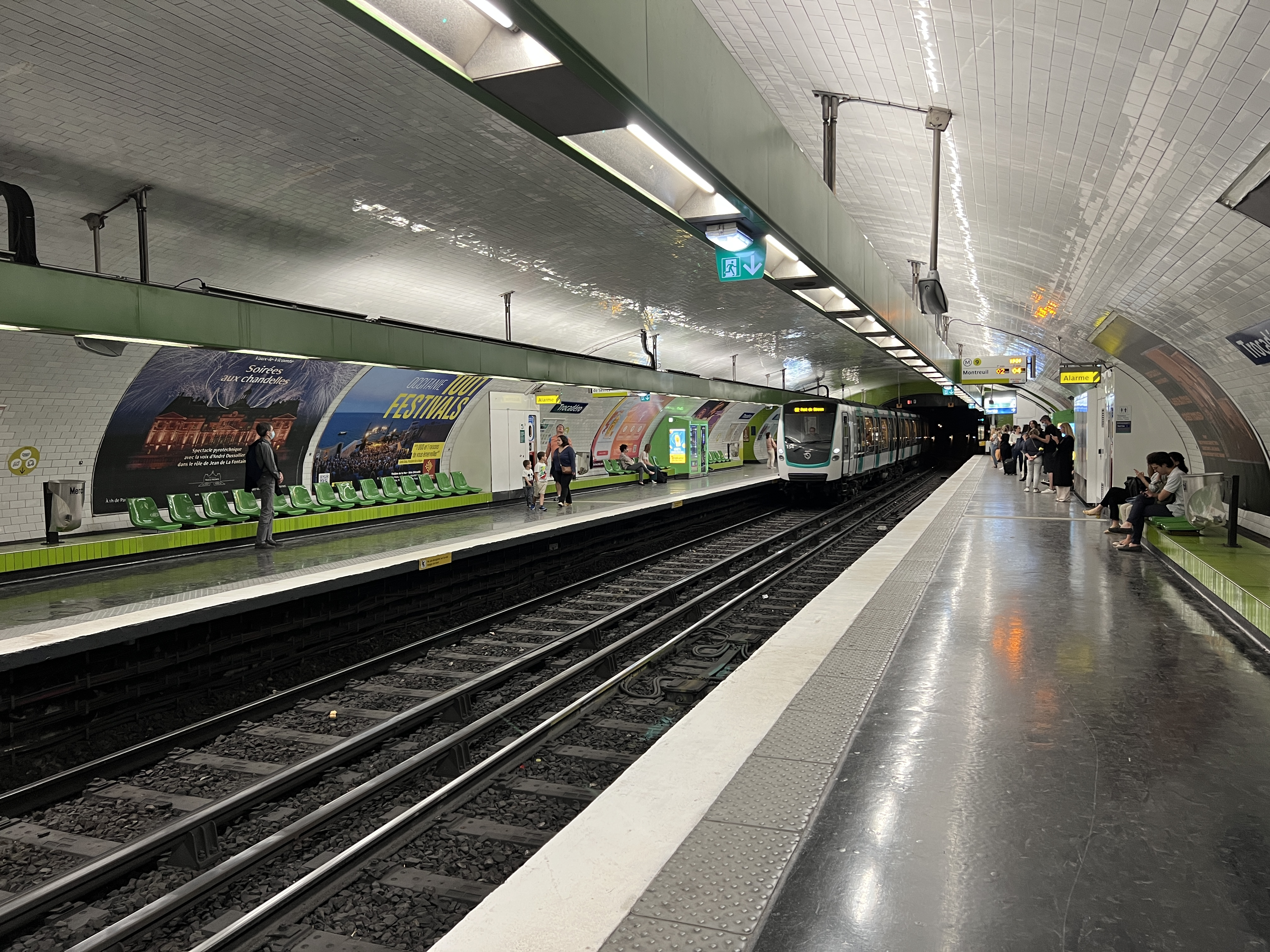
9號線月台 (2022年7月)

## 車站結構
| 街道層    |                    |                            |
| B1        | 夾層               |                            |
| 6號線月台 | 側式月台，右側開門 | 側式月台，右側開門         |
| 6號線月台 | 西行               | 往夏爾·戴高樂-星形（樹林） |
| 6號線月台 | 東行               | 往民族（帕西）             |
| 6號線月台 | 側式月台，右側開門 |                            |
| 9號線月台 | 側式月台，右側開門 | 側式月台，右側開門         |
| 9號線月台 | 西行               | 往塞夫爾橋（水泵路）       |
| 9號線月台 | 東行               | 往蒙特勒伊市政厅（耶拿）   |
| 9號線月台 | 側式月台，右側開門 |                            |